# Dealbreakers Talk Show Number 0001
Título a ser usado para criar uma ligação interna é Dealbreakers Talk Show Number 0001.
"Dealbreakers Talk Show #0001" é o sétimo episódio da quarta temporada da série de televisão de comédia de situação norte-americana 30 Rock, e o 65.° da série em geral. Foi realizado por Don Scardino, um dos produtores da temporada, e teve o seu enredo escrito por Kay Cannon, que também era co-produtora do seriado. Diversos atores fizeram uma participação especial no episódio, incluindo Kristian Alfonso, Peter Reckell, Sue Galloway, Ali Reza Farahnakian e John Anderson. Sherri Shepherd, Chris Parnell e Will Arnett retornaram ao seriado para desempenhar as suas respetivas personagens Angie Jordan, Dr. Leo Spaceman e Devon Banks, enquanto a atriz de cinema Whoopi Goldberg também participou interpretando uma versão fictícia de si mesma.
Nos Estados Unidos, a transmissão original de "Dealbreakers Talk Show #0001" ocorreu através da rede de televisão National Broadcasting Company (NBC) na noite de 3 de Dezembro de 2009. De acordo com o sistema de mediação de audiências Nielsen Ratings, aquela emissão foi assistida por uma média de 6 milhões e 83 mil agregados familiares durante a sua transmissão original norte-americana, e foi-lhe atribuída a classificação de 3,0 e 8 de share entre os telespectadores pertencentes ao perfil demográfico dos 18 aos 49 anos de idade. Este desempenho permitiu a 30 Rock, naquela sua semana de transmissão, empatar no 16.º lugar entre os telespetadores dos 18-49 anos, e empatar no 8.º lugar entre os adultos 18-34, excluindo as transmissões relacionadas com a NFL. Além disso, naquela noite de quinta-feira, o seriado foi o mais visto da sua faixa horária entre os adultos 18-34 e os principais dados demográficos masculinos.
No episódio, Liz Lemon (interpretada por Tina Fey) prepara-se ansiosamente para o piloto televisivo do seu novo talk show, Dealbreakers, mas a sua excitação rapidamente se transforma em pânico quando luta contra a sua nova ansiedade de atuação, acabando por se dividir entre duas personalidades. Entretanto, o executivo Jack Donaghy (Alec Baldwin) enfrenta a pressão do seu arqui-inimigo Devon Banks (Arnett) para garantir o sucesso do programa de Liz, o que o leva a pressionar Liz a fazer mudanças drásticas. Ao mesmo tempo, Tracy Jordan (Tracy Morgan) embarca numa ambição de vencer um EGOT para convencer a sua mulher a ter um bebé. Além disso, na ausência de Liz, o argumentista Frank Rossitano (Judah Friedlander) assume a responsabilidade do TGS with Tracy Jordan (TGS), uma posição que o vê a adotar gradualmente os maneirismos e aparência de Liz.
De um modo geral, as opiniões elaboradas acerca de "Dealbreakers Talk Show #0001" pelos críticos especialistas em televisão do horário nobre revelam uma mistura de admiração e repreensão. O episódio foi apreciado pelo seu humor, exploração de personagens e fortes desempenhos, apesar de algumas inconsistências no enredo. Muitos críticos enalteceram o desempenho de Tina Fey e a exploração cómica das inseguranças da sua personagem. A atriz recebeu uma nomeação ao Prémio Emmy pelo seu desempenho neste episódio. Uma piada sobre a câmara de alta definição, assim como a escrita inteligente de "Dealbreakers Talk Show #0001", foram destacados como os pontos mais altos. No entanto, houve quem expressasse frustração com certos elementos do enredo, como a súbita ansiedade "forçada" de Liz em relação à sua atuação, e a forma como a história de Tracy sobre o EGOT foi retratada, que careceu de profundidade. Apesar destas críticas, o episódio foi visto como um regresso à forma para o programa, com uma forte dinâmica de personagens, um enredo inteligente e muitas gargalhadas. A presença da personagem Jenna Maroney e as participações especiais foram vistas como "adições deliciosas."

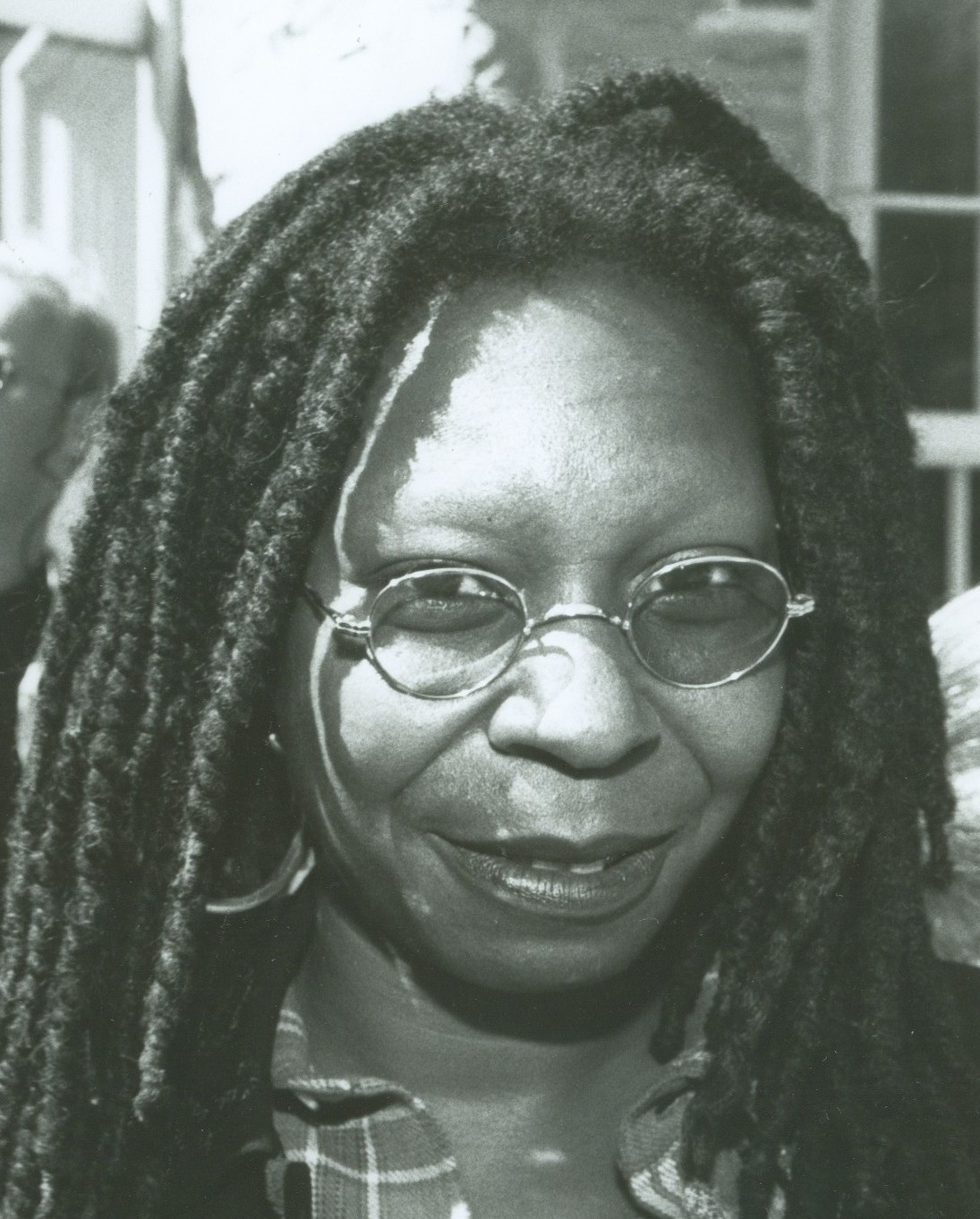
A participação de Whoopi Goldberg foi destacada como um dos momentos mais divertidos do episódio.

## Produção e desenvolvimento

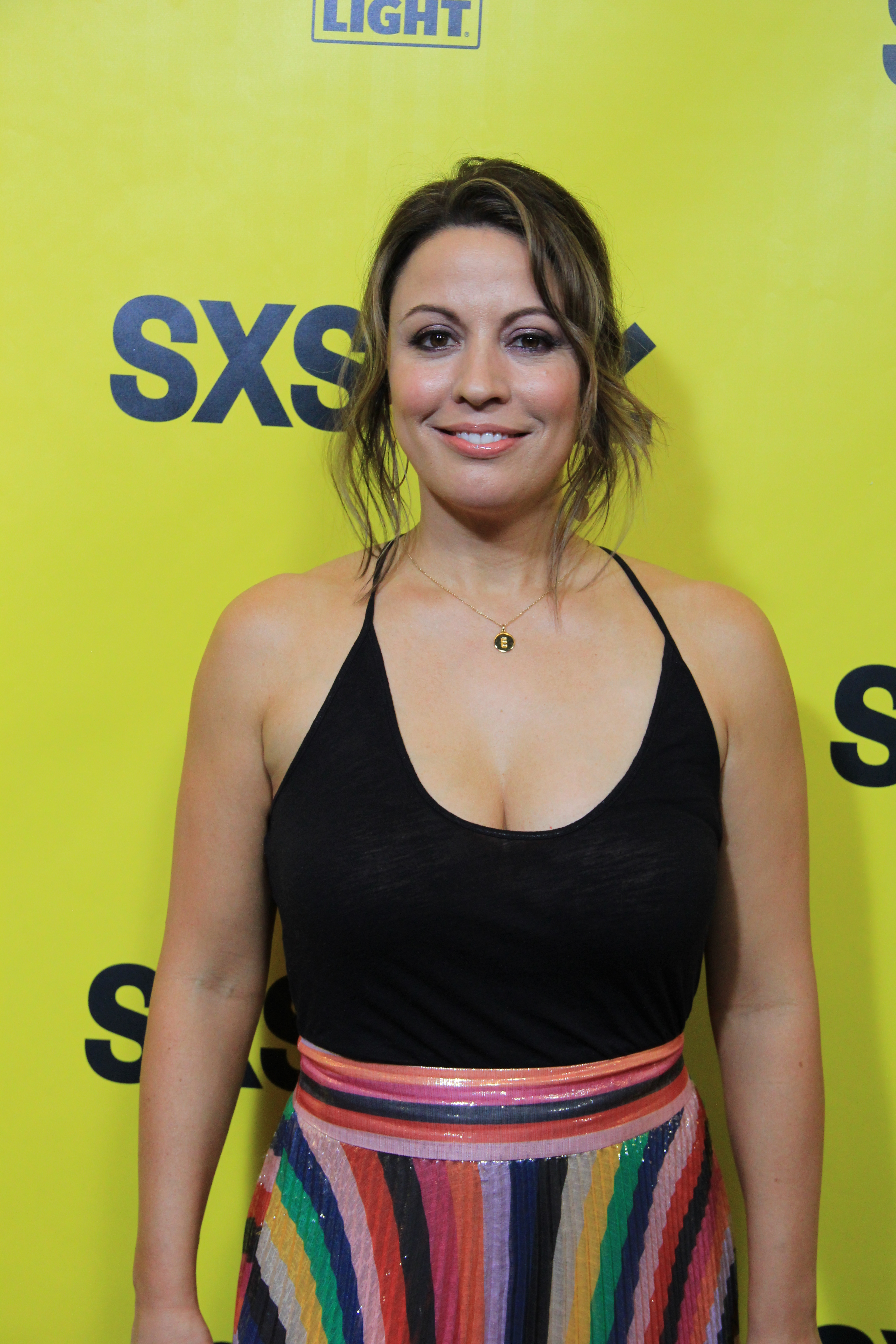
Este foi o quinto episódio de 30 Rock a ser escrito por Kay Cannon.

"Dealbreakers Talk Show #0001" é o sétimo episódio da quarta temporada de 30 Rock. As suas filmagens decorreram a 28 de Outubro de 2009 nos Estúdios Silvercup, lugar em Manhattan, Cidade de Nova Iorque, onde 30 Rock é normalmente filmado. O episódio foi realizado por Don Scardino, um dos produtores da temporada, estendendo o seu recorde de maior quantidade de episódios de 30 Rock realizados para 24, e teve o seu enredo redigido por Kay Cannon, que também assumia o título de co-produtora da temporada; esta foi a sua quinta vez a trabalhar no guião de um episódio da série. John Lutz, intérprete de J. D. Lutz em 30 Rock, passou a ser listado como membro do elenco regular da série a partir deste episódio.
O comediante Chris Parnell, ex-integrante do elenco do programa de televisão humorístico Saturday Night Live (SNL), fez uma participação especial em "Dealbreakers Talk Show #0001". Esta foi a sua 13.ª participação como o Dr. Leo Spaceman. O SNL, programa no qual Tina Fey — criadora, co-showrunner, produtora executiva, argumentista-chefe e estrela de 30 Rock — foi argumentista-chefe entre 1999 e 2006, tem muitas conexões com 30 Rock. 30 Rock é muitas vezes visto como um reflexo cómico do SNL, e Liz Lemon como uma versão ficcionada de Fey, encarnando as dificuldades de liderar um programa cómico num ambiente dominado por homens, tal como o seu papel na vida real no SNL. Vários outros ex-alunos do SNL já desempenharam papéis importantes ou fizeram participações especiais em 30 Rock, tais como Fred Armisen, Jimmy Fallon, Siobhan Fallon Hogan, Will Ferrell, Will Forte, Gilbert Gottfried, Bill Hader, Jan Hooks, Julia Louis-Dreyfus, Tim Meadows, Bobby Moynihan, Amy Poehler, Rob Riggle, Horatio Sanz, Molly Shannon, Jason Sudeikis, e Kristen Wiig. Tanto Tracy Morgan como Fey já integraram o elenco do SNL, com Fey tendo sido ainda a primeira apresentadora feminina do segmento Weekend Update. Além disso, membros da equipa de 30 Rock já trabalharam no SNL, como: John Lutz, argumentista entre 2003 a 2010; Beth McCarthy-Miller, realizadora entre 1995 e 2006; e Steve Higgins, argumentista e produtor de 1995 a 2009. Alec Baldwin, apesar de nunca ter integrado o elenco do SNL, detém o recorde de ser o anfitrião do programa por mais vezes, com dezassete vezes.
Esta foi a quinta e última vez que 30 Rock fez referência a Dealbreakers, uma trama que desempenhou um papel fundamental na quarta temporada da série, narrando a transição de Liz de argumentista para potencial personalidade no ar. O conceito de Dealbreakers apareceu pela primeira vez no final da terceira temporada, no qual uma esquete homónima se tornou um sucesso surpreendente para Liz, elevando-a ao estrelato e criando tensão com a sua amiga Jenna Maroney, que ficou com os louros da ideia de Liz. Na quarta temporada, reflectindo a realização de Jack Donaghy no seriado, os produtores de 30 Rock capitalizaram esta história, destacando o discernimento de Liz como a sua chave para o sucesso profissional. Liz escreve um livro chamado Dealbreakers: A Girl's Guide to Shutting It Down, que aconselha as mulheres sobre os sinais de alerta nas relações amorosas. A popularidade do livro leva Liz à ribalta, levando Jack a ver a oportunidade de o transformar num talk show diurno com Liz como apresentadora. Ao longo da temporada, a história atinge o seu auge com o arranque da produção do Dealbreakers Talk Show neste episódio, que mostra a tentativa desajeitada e falhada de Liz de se tornar uma estrela de televisão. Este episódio inverteu a dinâmica habitual do programa, apresentando Liz como a força perturbadora ao invés de Tracy e Jenna. Esta história foi um momento crucial no arco da personagem de Liz, uma vez que a obriga a lidar com as suas inseguranças relativamente à sua imagem e às suas ambições profissionais. Apesar dos contratempos cómicos, a narrativa refletiu as experiências da vida real de Fey com a fama e a indústria do entretenimento, acrescentando uma meta-camada que muitos críticos consideraram convincente. O corte de cabelo usado por Liz em "Dealbreakers Talk Show #0001" foi inspirado por uma sessão fotográfica do periódico digital Entertainment Weekly. Enquanto se preparava para estampar uma capa da revista em 2002, na qual apareceu com Jimmy Fallon, o então co-âncora do Weekend Update, Fey cortou o seu cabelo em uma moda similar. Em entrevista ao periódico, ela citou o incidente como o seu maior erro da década, argumentando que "arranjei uma franja muito curta e assimétrica. A culpa foi minha. Vi-as numa revista e pedi-as. É difícil. ... [Quando] o fizemos em 30 Rock, ... tive de usar uma série de perucas enquanto o estava a deixar crescer."
"Dealbreakers Talk Show #0001" viu o retorno de Will Arnett a 30 Rock, no seu papel como Devon Banks, arqui-inimigo de Jack Donaghy, pela sexta vez. A comediante Sherri Shepherd também fez a sua sexta participação na série neste episódio, interpretando  Angie Jordan, esposa de Tracy Jordan. Whoopi Goldberg foi outra personalidade que participou deste episódio, na sua segunda vez em 30 Rock, após "The Rural Juror" na primeira temporada. As suas cenas foram filmadas a 18 de Novembro de 2009. Goldberg e Shepherd eram ambas co-apresentadoras do The View quando apareceram neste episódio. Embora não tenham aparecido juntas no ecrã, ambas contracenaram com Tracy Morgan. Kristian Alfonso e Peter Reckell, protagonistas de Days of Our Lives, uma soap opera norte-americana transmitida pela NBC, interpretaram as suas respetivas personagens Hope Brady e Bo Brady em "Dealbreakers Talk Show #0001". Os atores aparecem ao longo da sequência de créditos de encerramento num episódio de Days of Our Lives que Liz assiste. No fundo da sua cena, pode ver-se uma televisão a reproduzir os títulos de abertura que Liz filmou para Dealbreakers. Este episódio marcou também a primeira aparição de John Anderson no papel do Astronauta Mike Dexter, o marido perfeito imaginário de Liz. A personagem foi mencionada pela primeira vez no episódio anterior, "Sun Tea".
A história de Tracy para alcançar o estatuto de EGOT foi mencionada pela primeira vez neste episódio. Tracy decide ganhar um Emmy, um Grammy, um Óscar e um Tony depois de ver um colar grande com a estampa "EGOT" em diamantes incrustados numa loja de penhores. Este colar, um exagero cómico, faz referência às aspirações da vida real do ator Philip Michael Thomas, que cunhou o termo e criou uma versão mais discreta do colar para simbolizar a sua ambição de alcançar os quatro prémios em cinco anos. Apesar de Thomas nunca ter conseguido esta proeza, o seu conceito teve eco junto dos argumentistas de 30 Rock e tornou-se a peça central da história de Tracy, criada por Kay Cannon. O arco ofereceu a Tracy um objetivo claro, uma raridade para a sua personagem nas temporadas anteriores, e incluiu os seus esforços cómicos para compor música e encenar um espetáculo de um homem só para se aproximar do estatuto de EGOT. Em "Dealbreakers Talk Show #0001", Tracy decide escrever "a canção mais popular de todos os tempos," apresentá-la num programa de televisão, fazer com que esse programa de televisão fosse incluído num filme e depois numa peça da Broadway baseada nesse filme. Quando este plano fracassa, ele procura Whoopi Goldberg, uma vencedora de EGOT na vida real, para pedir conselhos acerca de como alcançar o estatuto, mas tenta roubar-lhe o Grammy e o Óscar. Essa cena em particular inclui falas improvisadas por ela. Durante as filmagens para o episódio, a equipa do seriado enfrentou dificuldades em obter um adereço realista para o Óscar, acabando por utilizar um emprestado de "um vencedor de um documentário com o pescoço dobrado." Cannon revelou que Goldberg foi a primeira escolha da equipa do seriado devido aos seus feitos impressionantes e diversificados. Tracy Morgan expressou ter adorado a oportunidade de contracenar com a atriz e elogiou a sua autenticidade, assim como e os seus conselhos para manter uma perspetiva saudável, concentrando-se no trabalho e não nos prémios. Todavia, o episódio foi difícil de filmar, sobretudo devido aos problemas de saúde de Morgan na altura, que estava a recuperar de uma cirurgia ao pé, e de evitar filmar a sua grande bota cirúrgica.
Judah Friedlander, intérprete do argumentista Frank Rossitano em 30 Rock, é conhecido pela sua coleção de chapéus de camionista adornados com vários slogans, frases e palavras. Esta caraterística não é apenas um adereço aleatório, mas sim uma parte integrante da personalidade de Frank e do humor da série. Segundo Friedlander, ele desenha e cria estes chapéus pessoalmente, tendo originado chapéus suficientes para usar um diferente em cada cena de 30 Rock, o que se traduz em cerca de três chapéus por episódio. O conteúdo dos chapéus de Frank reflete frequentemente a sua personalidade sarcástica, interesses peculiares ou referências à cultura popular. Alguns exemplos notáveis incluem erros ortográficos, frases nostálgicas e afirmações bizarras que dão uma ideia do carácter de Frank antes mesmo de ele falar. Ocasionalmente, os chapéus são incorporados no enredo, acrescentando uma camada extra de comédia. A personalidade de Friedlander na vida real também envolve o uso de chapéus semelhantes durante as suas atuações de comédia stand-up. Muitas vezes, ostenta nesses chapéus títulos ou capacidades ultrajantes, como "Campeão do Mundo" em diversas línguas, o que contrasta humoristicamente com o seu comportamento descontraído. Em "Dealbreakers Talk Show #0001", Frank usa um boné que lê "Teenage Grandpa."

## Enredo
Jack Donaghy (Alec Baldwin) e Liz Lemon (Tina Fey) preparam-se para dar arranque à produção de Dealbreakers, o novo talk show de Liz. Liz sente-se eufórica com isto, no entanto, a sua alegria é interrompida quando Pete Hornberger (Scott Adsit), produtor do programa TGS with Tracy Jordan (TGS) no qual Liz é argumentista-chefe, a informa que Jenna Maroney (Jane Krakowski), a estrela do TGS, trancou-se no seu camarim. Jack resolve o problema ameaçando contratar a inimiga de Jenna, Jenny McCarthy, para lhe substituir. Por sua vez, Jack sente-se pressionado acerca de Dealbreakers após ser pressionado pelo seu arqui-inimigo Devon Banks (Will Arnett), que ameaçou ridicularizar-lhe publicamente caso Dealbreakers faça a NBC perder dinheiro. Então, Jack sugere o uso de câmaras de alta definição para filmar o programa e começa a tomar medidas drásticas para interferir com a aparência de Liz, incluindo obrigá-la a submeter-se a uma cirurgia LASIK com o Dr. Leo Spaceman (Chris Parnell) para deixar de usar óculos. Isto deixa-a insegura e afecta o seu desempenho na filmagem da sequência de abertura do programa. Depois de 510 tomadas, Jack e Pete finalmente chegam a um acordo sobre a sequência de abertura do talk show. Contudo, com o passar do tempo, Liz fica cada vez mais insegura. Enlouquecida pela cirurgia e um corte de cabelo horrível, tranca-se no seu camarim. Jack tenta convencer-lhe a sair do camarim para que possam conversar, e pede a ajuda de Jenna Maroney, que informa-o que ele criou duas versões de Liz, a Liz verdadeira e Liz Artista. Segundo Jenna, esta última requer cuidados especiais para funcionar em frente às câmaras. Apercebendo-se do colapso total de Liz, Jack sugere que Liz abandone permanentemente a sua posição como apresentadora do Dealbreakers. Tanto Liz como Jack concordam que ela é mais adequada para o seu papel como argumentista por detrás das câmaras. Jack encerra a produção de Dealbreakers e consegue recuperar o prejuízo vendendo a sua sequência de abertura. No futuro, sempre que um programa de televisão estiver a passar no fundo de uma soap opera de produção da Sheinhardt Universals, serà exibida a sequência de abertura de Dealbreakers.
Entretanto, apesar de ter dois filhos com a sua esposa Angie Jordan (Sherri Shepherd), Tracy Jordan (Tracy Morgan) apercebe-se de que tem um vazio emocional e decide que quer ter uma filha. Ele prende Liz a uma estante do seu camarim com algemas para forçá-la a transmitir este desejo à Angie, que não concorda com a ideia, especialmente tendo em conta o historial questionável de Tracy como pai. Angie concorda, mas apenas se Tracy provar que é responsável, levando-o a fazer todas as compras de Natal. Enquanto faz compras para um presente de Natal especial para a sua esposa, Tracy depara-se com um colar com a estampa "EGOT" incrustada em diamantes e estabelece um novo objetivo de vida: alcançar o estatuto de EGOT ao ganhar os quatro grandes prémios da indústria de entretenimento — um Emmy, um Grammy, um Óscar e um Tony. Porém, com a ajuda do estagiário Kenneth Parcell (Jack McBrayer) e dos membros da sua comitiva, Walter "Dot Com" Slattery (Kevin Brown) e Warren "Grizz" Griswold (Grizz Chapman), Tracy descobre que muitos dos que ganharam EGOT foram compositores e aspira escrever a canção mais popular de todos os tempos, na qual iria combinar cinco estilos musicais populares. Depois disto, ele procura a ajuda de Whoopi Goldberg, uma detentora do título EGOT para alcançar o estatuto. Mas em vez de seguir a sua orientação sincera, tenta roubar-lhe os prémios, o que falha. No final, Tracy canta a sua canção para Angie e propõe atingir o estatuto de EGOT para que Angie concorde em ter uma filha. Embora comovida pela performance de Tracy, ela fica confiante de que esse feito será impossível de alcançar, e então concorda com a sugestão.
Ao mesmo tempo, Liz precisa nomear alguém para assumir responsabilidade do TGS enquanto ela filma Dealbreakers, acabando por escolher o argumentista Frank Rossitano (Judah Friedlander) depois de J.D. Lutz (John Lutz) falhar sob pressão. A primeira ação de Frank é remover os bloqueios da internet, permitindo acesso a pornografia. Todavia, sob a pressão de dirigir o TGS, Frank transforma-se gradualmente numa figura semelhante a Liz, incluindo vestir-se e comportar-se de maneira similar. Ele fica cada vez mais perturbado com as tarefas de argumentista-chefe, elevando o seu nível de estresse, principalmente quando sente que o resto da equipa não contribui o suficiente. No final, quando Liz regressa ao TGS, Frank suspira de alívio e implora-lhe para que nunca mais se vá embora.

## Referências culturais

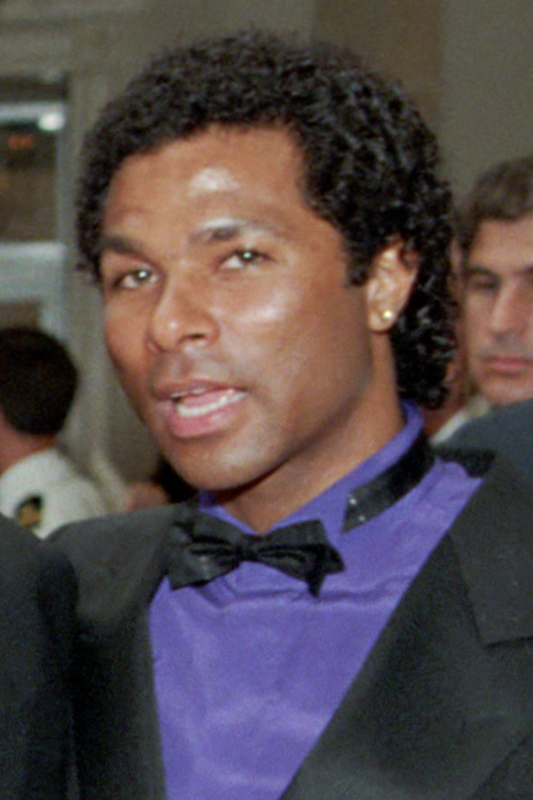
O ator Philip Michael Thomas, o seu papel na série Miami Vice e a sua busca pelo EGOT foram mencionadas no episódio.

## Transmissão e repercussão

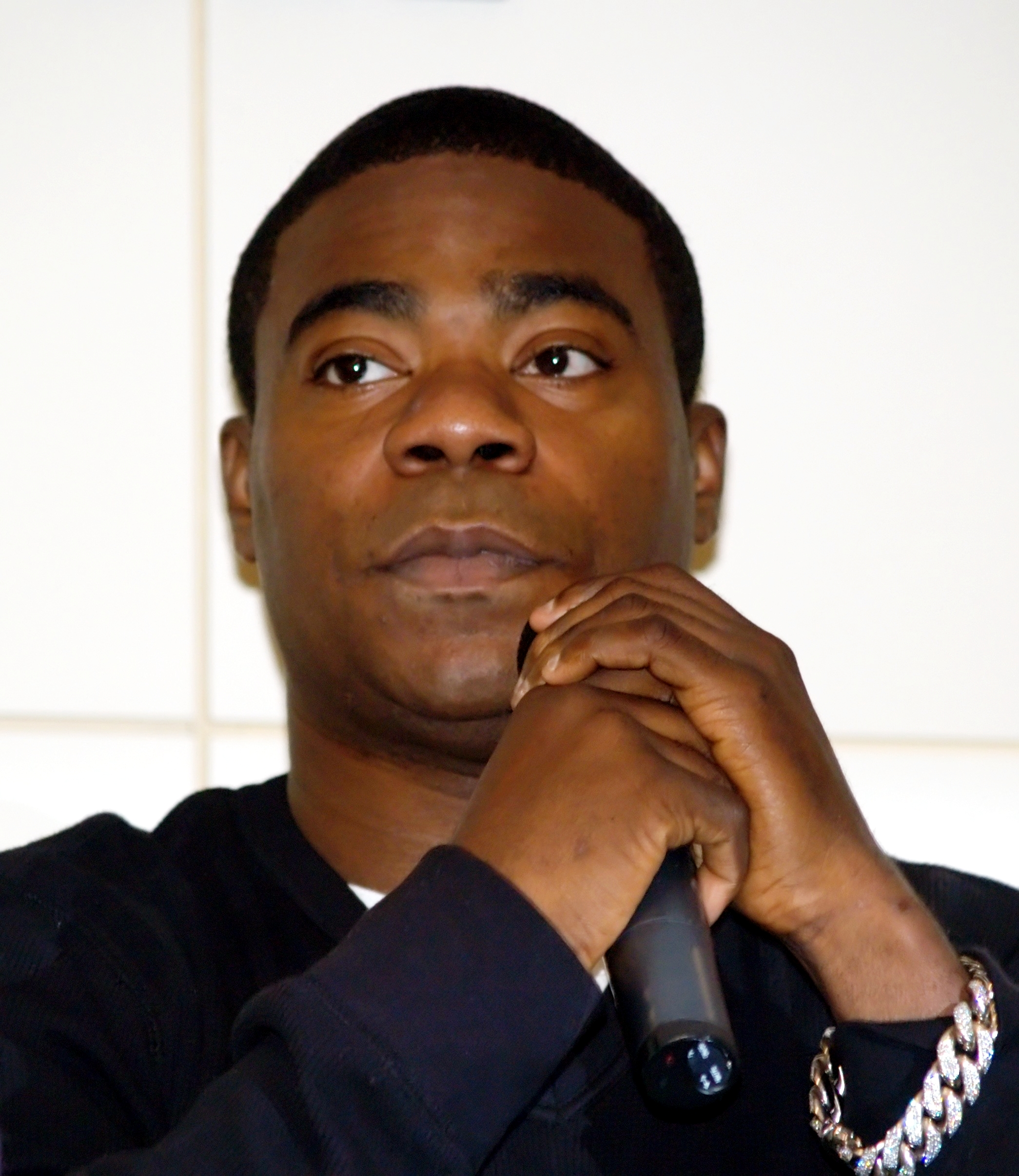
Além de ter recebido aclamação crítica pelo seu desempenho no episódio, Tracy Morgan foi acreditado por ter popularizado o termo "EGOT."